# Liste des médaillés olympiques en hockey sur glace
Liste des joueurs et joueuses de hockey sur glace médaillés aux Jeux olympiques.

## Tournoi féminin
| Édition                                   | Or | Argent | Bronze |
| ----------------------------------------- | --- | --- | --- |
| Nagano 1998 (Résultats détaillés)         | États-Unis Chris Bailey Laurie Baker Alana Blahoski Lisa Brown-Miller Karyn Bye Colleen Coyne Sara DeCosta Tricia Dunn-Luoma Cammi Granato Katie King Shelley Looney Sue Merz Allison Mleczko Tara Mounsey Vicki Movsessian Jenny Potter Angela Ruggiero Sarah Tueting Gretchen Ulion Sandra Whyte                                                                      | Canada Jennifer Botterill Therese Brisson Cassie Campbell Judy Diduck Nancy Drolet Lori Dupuis Danielle Goyette Geraldine Heaney Jayna Hefford Becky Kellar Kathy McCormack Karen Nystrom Lesley Reddon Manon Rhéaume Laura Schuler Fiona Smith France St-Louis Vicky Sunohara Hayley Wickenheiser Stacy Wilson                                                                  | Finlande Sari Fisk Kirsi Hanninen Satu Huotari Marianne Ihalainen Johanna Ikonen Sari Krooks Emma Laaksonen Sanna Lankosaari Katja Lehtd Marika Lehtimaki Riikka Nieminen Marja-Helena Palvila Tuula Puputti Karoliina Rantamaki Tiia Reima Katja Riipi Paivi Salo Maria Selin Liisa-Maria Sneck Petra Vaarakallio                                                     |
| Salt Lake City 2002 (Résultats détaillés) | Canada Dana Antal Kelly Bechard Jennifer Botterill Therese Brisson Cassie Campbell Isabelle Chartrand Lori Dupuis Danielle Goyette Geraldine Heaney Jayna Hefford Becky Kellar Caroline Ouellette Cherie Piper Cheryl Pounder Tammy Lee Shewchuk Sami Jo Small Colleen Sostorics Kim St-Pierre Vicky Sunohara Hayley Wickenheiser                                       | États-Unis Chris Bailey Laurie Baker Karyn Bye Julie Chu Natalie Darwitz Sara DeCosta Tricia Dunn-Luoma Cammi Granato Courtney Kennedy Andrea Kilbourne Katie King Shelley Looney Sue Merz Allison Mleczko Tara Mounsey Jenny Potter Angela Ruggiero Sarah Tueting Lyndsay Wall Krissy Wendell                                                                                   | Suède Annica Ahlen Lotta Almblad Anna Andersson Gunilla Andersson Emelie Berggren Kristina Bergstrand Ann-Louise Edstrand Joa Elfsberg Erika Holst Nanna Jansson Maria Larsson Ylva Lindberg Ulrica Lindström Kim Martin Josefin Pettersson Maria Rooth Danijela Rundqvist Evelina Samuelsson Therese Sjölander Anna Vikman                                            |
| Turin 2006 (Résultats détaillés)          | Canada Meghan Agosta Gillian Apps Jennifer Botterill Cassie Campbell Gillian Ferrari Danielle Goyette Jayna Hefford Becky Kellar Gina Kingsbury Charline Labonté Carla MacLeod Caroline Ouellette Cherie Piper Cheryl Pounder Colleen Sostorics Kim St-Pierre Vicky Sunohara Sarah Vaillancourt Katie Weatherston Hayley Wickenheiser                                   | Suède Cecilia Andersson Gunilla Andersson Jenni Asserholt Ann-Louise Edstrand Joa Elfsberg Emma Eliasson Erika Holst Nanna Jansson Ylva Lindberg Jenny Lindqvist Kristina Lundberg Kim Martin Frida Nevalainen Emilie O'Konor Maria Rooth Danijela Rundqvist Therese Sjölander Katarina Timglas Anna Vikman Pernilla Winberg                                                     | États-Unis Caitlin Cahow Julie Chu Natalie Darwitz Pam Dreyer Tricia Dunn-Luoma Molly Engstrom Chanda Gunn Jamie Hagerman Kim Insalaco Kathleen Kauth Courtney Kennedy Katie King Kristin King Sarah Parsons Jenny Potter Helen Resor Angela Ruggiero Kelly Stephens Lyndsay Wall Krissy Wendell                                                                       |
| Vancouver 2010 (Résultats détaillés)      | Canada Meghan Agosta Gillian Apps Tessa Bonhomme Jennifer Botterill Jayna Hefford Haley Irwin Rebecca Johnston Becky Kellar Gina Kingsbury Charline Labonté Carla MacLeod Meaghan Mikkelson Caroline Ouellette Cherie Piper Marie-Philip Poulin Colleen Sostorics Kim St-Pierre Shannon Szabados Sarah Vaillancourt Catherine Ward Hayley Wickenheiser                  | États-Unis Kacey Bellamy Caitlin Cahow Lisa Chesson Julie Chu Natalie Darwitz Meghan Duggan Molly Engstrom Hilary Knight Jocelyne Lamoureux Monique Lamoureux Erika Lawler Gigi Marvin Brianne McLaughlin Angela Ruggiero Molly Schaus Jenny Schmidgall-Potter Kelli Stack Karen Thatcher Jessie Vetter Kerry Weiland Jinelle Zaugg-Siergiej                                     | Finlande Anne Helin Jenni Hiirikoski Venla Hovi Michelle Karvinen Mira Kuisma Emma Laaksonen Rosa Lindstedt Terhi Mertanen Heidi Pelttari Mariia Posa Annina Rajahuhta Karoliina Rantamäki Noora Räty Mari Saarinen Saija Sirviö Nina Tikkinen Minnamari Tuominen Saara Tuominen Linda Välimäki Anna Vanhatalo Marjo Voutilainen                                       |
| Sotchi 2014 (Résultats détaillés)         | Canada Meghan Agosta-Marciano Gillian Apps Mélodie Daoust Laura Fortino Jayna Hefford Haley Irwin Brianne Jenner Rebecca Johnston Charline Labonté Geneviève Lacasse Jocelyne Larocque Meaghan Mikkelson Caroline Ouellette Marie-Philip Poulin Lauriane Rougeau Natalie Spooner Shannon Szabados Jennifer Wakefield Catherine Ward Tara Watchorn Hayley Wickenheiser   | États-Unis Kacey Bellamy Megan Bozek Alex Carpenter Kendall Coyne Julie Chu Brianna Decker Meghan Duggan Lyndsey Fry Amanda Kessel Hilary Knight Jocelyne Lamoureux Monique Lamoureux-Kolls Gigi Marvin Brianne McLaughlin Michelle Picard Josephine Pucci Molly Schaus Anne Schleper Kelli Stack Lee Stecklein Jessie Vetter                                                    | Suisse Janine Alder Livia Altmann Sophie Anthamatten Laura Benz Sara Benz Nicole Bullo Romy Eggimann Sarah Forster Angela Frautschi Jessica Lutz Julia Marty Stefanie Marty Alina Müller Katrin Nabholz Evelina Raselli Florence Schelling Lara Stalder Phoebe Stanz Anja Stiefel Sandra Thalmann Nina Waidacher                                                       |
| Pyeongchang 2018 (Résultats détaillés)    | États-Unis Cayla Barnes Kacey Bellamy Hannah Brandt Dani Cameranesi Kendall Coyne Brianna Decker Meghan Duggan Kali Flanagan Nicole Hensley Megan Keller Amanda Kessel Hilary Knight Monique Lamoureux Jocelyne Lamoureux Gigi Marvin Sidney Morin Kelly Pannek Amanda Pelkey Emily Pfalzer Alex Rigsby Maddie Rooney Haley Skarupa Lee Stecklein                       | Canada Meghan Agosta Bailey Bram Emily Clark Mélodie Daoust Ann-Renée Desbiens Renata Fast Laura Fortino Haley Irwin Brianne Jenner Rebecca Johnston Geneviève Lacasse Brigette Lacquette Jocelyne Larocque Meaghan Mikkelson Sarah Nurse Marie-Philip Poulin Lauriane Rougeau Jillian Saulnier Natalie Spooner Laura Stacey Shannon Szabados Blayre Turnbull Jennifer Wakefield | Finlande Sanni Hakala Jenni Hiirikoski Venla Hovi Mira Jalosuo Michelle Karvinen Rosa Lindstedt Petra Nieminen Tanja Niskanen Emma Nuutinen Isa Rahunen Meeri Räisänen Annina Rajahuhta Noora Räty Saila Saari Sara Säkkinen Ronja Savolainen Eveliina Suonpää Susanna Tapani Noora Tulus Minnamari Tuominen Riikka Välilä Linda Välimäki Ella Viitasuo                |
| Pékin 2022 (Résultats détaillés)          | Canada Erin Ambrose Ashton Bell Kristen Campbell Emily Clark Mélodie Daoust Ann-Renée Desbiens Renata Fast Sarah Fillier Brianne Jenner Rebecca Johnston Jocelyne Larocque Emma Maltais Emerance Maschmeyer Sarah Nurse Marie-Philip Poulin Jamie Lee Rattray Jill Saulnier Ella Shelton Natalie Spooner Laura Stacey Claire Thompson Blayre Turnbull Micah Zandee-Hart | États-Unis Cayla Barnes Megan Bozek Hannah Brandt Dani Cameranesi Alexandra Carpenter Alex Cavallini Jesse Compher Kendall Coyne Schofield Brianna Decker Jincy Dunne Savannah Harmon Caroline Harvey Nicole Hensley Megan Keller Amanda Kessel Hilary Knight Abbey Murphy Kelly Pannek Maddie Rooney Abby Roque Hayley Scamurra Lee Stecklein Grace Zumwinkle                   | Finlande Eveliina Mäkinen Sini Karjalainen Jenni Hiirikoski Sanni Rantala Ella Viitasuo Nelli Laitinen Elisa Holopainen Sanni Vanhanen Minttu Tuominen Petra Nieminen Meeri Räisänen Sanni Hakala Viivi Vainikka Julia Liikala Jenniina Nylund Emilia Vesa Michelle Karvinen Sofianna Sundelin Anni Keisala Noora Tulus Tanja Niskanen Susanna Tapani Ronja Savolainen |